# Giuseppe Meazza
Giuseppe Meazza (Milánó, 1910. augusztus 23. – Lissone, 1979. augusztus 21.) olasz válogatott labdarúgó. Az olasz labdarúgás első igazi szupersztárja. Beceneve: Peppino, posztja középcsatár.

## Pályafutása

### Klubcsapatban
Meazza 17 évesen debütált az Inter Milanban és az első szezonjában 38 gólt szerzett 29 mérkőzésen. Második szezonjában (1928–1929) 33 góllal olasz gólkirály lett. Ezt a bravúrt két másik szezonban is megismételte. Több mint 300 gólt szerzett körülbelül 500 mérkőzésen. A Serie A-ban 262 gólt szerzett 443 meccsen. Ez minden idők harmadik legjobb eredménye az olasz első osztályban. Az 1938-as labdarúgó-világbajnokság döntőjében Meazza egy olyan sérülést szenvedett el, ami hosszú időre pihenésre kényszerítette. 1939-ben a városi vetélytársnál is megfordult, az AC Milannal, és 9 gólt szerzett 37 mérkőzésen. A háború alatt Juventusnál vendégszerepelt, mielőtt 1945–46-ban Atalantába költözött, ahol 16 gólt rúgott 30 meccsen. Majd utolsó szezonját az Interben fejezte be. 1979-ben 68 évesen hunyt el. Milánóban az ő nevét viseli az Inter Milan és az AC Milan közös stadionja.

### A válogatottban
Svájc ellen húzta fel először a kék nemzeti mezt, 1930-ban. Meazza a klubjában bal belső középcsatárként játszott, és ezzel hamar vezető szerepet kapott a nemzeti csapatban. Mesterhármasával nyerte meg az olasz csapat a Dr. Gerő Kupát, ami az Európa-bajnokság előfutára volt. 1934-ben tagja volt a világbajnokságot nyerő olasz válogatottnak. 1938-ban mint az olasz csapatkapitány vett részt a franciaországi világbajnokságon, és sikerült megvédenie világbajnoki címüket, éppen a magyar válogatott ellen.

## Sikerei, díjai

### Klubcsapatokban

#### Internazionale
- Olasz bajnok (3): 1929–30, 1937–38, 1939–40
- Olasz kupagyőztes (1): 1938–39

### Válogatottban

#### Olaszország
- Világbajnok (2): 1934, 1938
- Európa-kupa (2): 1927–30, 1933–35

### Egyéni
- Olasz Gólkirály (3):   1929–30 (31 gól), 1935–36 (25), 1937–38 (20)
- Közép-európai kupa – gólkirály (3):   1930 (7 gól), 1933 (5), 1936 (10)
- Világbajnokság – Aranylabda: 1934
- Világbajnokság – All-Star Team: 1934
- Olaszország labdarúgás – Hall of Fame : 2011 (posztumusz-díj)
- Walk of Fame – Olasz Sport: 2015
- Internazionale – Hall of Fame: 2019

## Statisztikái

### Klubcsapatokban
| Szezon                  | Klub                    | Bajnokság               | League | League | Olasz kupa | Olasz kupa | Európai | Európai | Egyéb | Egyéb | Összesen | Összesen |
| Szezon                  | Klub                    | Bajnokság               | Mérk.  | Gólok  | Mérk.      | Gólok      | Mérk.   | Gólok   | Mérk. | Gólok | Mérk.    | Gólok    |
| ----------------------- | ----------------------- | ----------------------- | ------ | ------ | ---------- | ---------- | ------- | ------- | ----- | ----- | -------- | -------- |
| 1927–28                 | Internazionale          | Divisione Nazionale     | 33     | 12     | -          | -          | -       | -       | -     | -     | 33       | 12       |
| 1928–29                 | Internazionale          | Divisione Nazionale     | 29     | 33     | -          | -          | -       | -       | -     | -     | 29       | 33       |
| 1929–30                 | Internazionale          | Serie A                 | 33     | 31     | -          | -          | -       | -       | -     | -     | 33       | 31       |
| 1930–31                 | Internazionale          | Serie A                 | 34     | 24     | -          | -          | -       | -       | 6     | 7     | 40       | 31       |
| 1931–32                 | Internazionale          | Serie A                 | 28     | 21     | -          | -          | -       | -       | -     | -     | 28       | 21       |
| 1932–33                 | Internazionale          | Serie A                 | 32     | 20     | -          | -          | -       | -       | -     | -     | 32       | 20       |
| 1933–34                 | Internazionale          | Serie A                 | 32     | 21     | -          | -          | -       | -       | 6     | 5     | 38       | 26       |
| 1934–35                 | Internazionale          | Serie A                 | 30     | 18     | -          | -          | -       | -       | 2     | 3     | 32       | 21       |
| 1935–36                 | Internazionale          | Serie A                 | 29     | 25     | 2          | 1          | -       | -       | 2     | 2     | 33       | 28       |
| 1936–37                 | Internazionale          | Serie A                 | 26     | 11     | 4          | 3          | -       | -       | 6     | 10    | 36       | 24       |
| 1937–38                 | Internazionale          | Serie A                 | 26     | 20     | 4          | 8          | -       | -       | -     | -     | 30       | 28       |
| 1938–39                 | Internazionale          | Serie A                 | 16     | 4      | 6          | 0          | -       | -       | 4     | 2     | 26       | 6        |
| 1939–40                 | Internazionale          | Serie A                 | -      | -      | -          | -          | -       | -       | 1     | 0     | 1        | 0        |
| 1940–41                 | Milan                   | Serie A                 | 14     | 6      | 1          | 0          | -       | -       | -     | -     | 15       | 6        |
| 1941–42                 | Milan                   | Serie A                 | 23     | 3      | 4          | 2          | -       | -       | -     | -     | 27       | 5        |
| 1942–43                 | Juventus                | Serie A                 | 27     | 10     | -          | -          | -       | -       | -     | -     | 27       | 10       |
| 1944                    | Varese                  | Alta Italia             | 20     | 7      | -          | -          | -       | -       | -     | -     | 20       | 7        |
| 1945–46                 | Atalanta                | Divisione Nazionale     | 14     | 2      | -          | -          | -       | -       | -     | -     | 14       | 2        |
| 1946–47                 | Internazionale          | Serie A                 | 17     | 2      | -          | -          | -       | -       | -     | -     | 17       | 2        |
| Internazionale összesen | Internazionale összesen | Internazionale összesen | 365    | 242    | 16         | 12         | -       | -       | 27    | 29    | 408      | 283      |
| Teljes karrier          | Teljes karrier          | Teljes karrier          | 463    | 270    | 21         | 14         | -       | -       | 27    | 29    | 511      | 313      |

### A válogatottban
| Olaszország | Olaszország | Olaszország |
| Év          | Mérk.       | Gólok       |
| ----------- | ----------- | ----------- |
| 1930        | 5           | 6           |
| 1931        | 6           | 5           |
| 1932        | 4           | 2           |
| 1933        | 5           | 5           |
| 1934        | 9           | 7           |
| 1935        | 3           | 2           |
| 1936        | 4           | 2           |
| 1937        | 5           | 1           |
| 1938        | 6           | 3           |
| 1939        | 6           | 0           |
| Összesen    | 53          | 33          |

### Góljai a válogatottban
| Meazza – góljai az olasz válogatottban | Meazza – góljai az olasz válogatottban | Meazza – góljai az olasz válogatottban | Meazza – góljai az olasz válogatottban | Meazza – góljai az olasz válogatottban | Meazza – góljai az olasz válogatottban | Meazza – góljai az olasz válogatottban |
| Gólok                                  | Összes Gólok                           | Dátum                                  | Helyszín                               | Ellenfél                               | Végeredmény                            | Verseny                                |
| -------------------------------------- | -------------------------------------- | -------------------------------------- | -------------------------------------- | -------------------------------------- | -------------------------------------- | -------------------------------------- |
| 2                                      | 2                                      | 1930 február 9.                        | Róma, Olaszország                      | Svájc                                  | 4–2                                    | Barátságos mérkőzés                    |
| 1                                      | 3                                      | 1930. március 2.                       | Frankfurt, Németország                 | Németország                            | 2–0                                    | Barátságos mérkőzés                    |
| 3                                      | 6                                      | 1930. május 11.                        | Budapest, Magyarország                 | Magyarország                           | 5–0                                    | Európa-kupa                            |
| 3                                      | 9                                      | 1931. január 25.                       | Bologna                                | Franciaország                          | 5–0                                    | Barátságos mérkőzés                    |
| 1                                      | 10                                     | 1931. február 22.                      | Milánó, Olaszország                    | Ausztria                               | 2–1                                    | Európa-kupa                            |
| 1                                      | 11                                     | 1931. május 20.                        | Róma, Olaszország                      | Skócia                                 | 3–0                                    | Barátságos mérkőzés                    |
| 1                                      | 12                                     | 1932. március 20.                      | Bécs, Ausztria                         | Ausztria                               | 1–2                                    | Európa-kupa                            |
| 1                                      | 13                                     | 1932. november 27.                     | Milánó, Olaszország                    | Magyarország                           | 4–2                                    | Barátságos mérkőzés                    |
| 1                                      | 14                                     | 1933. január 1.                        | Bologna, Olaszország                   | Németország                            | 3–1                                    | Barátságos mérkőzés                    |
| 2                                      | 16                                     | 1933. február 12.                      | Brüsszel, Belgium                      | Belgium                                | 3–2                                    | Barátságos mérkőzés                    |
| 1                                      | 17                                     | 1933. április 2.                       | Genf, Svájc                            | Svájc                                  | 3–0                                    | Európa-kupa                            |
| 1                                      | 18                                     | 1933. december 3.                      | Firenze, Olaszország                   | Svájc                                  | 5–2                                    | Európa-kupa                            |
| 2                                      | 20                                     | 1934. március 25.                      | Milánó, Olaszország                    | Görögország                            | 4–0                                    | Világbajnokság-selejtező               |
| 1                                      | 21                                     | 1934. május 27.                        | Róma, Olaszország                      | Egyesült Államok                       | 7–1                                    | Világbajnokság                         |
| 1                                      | 22                                     | 1934. június 1.                        | Firenze, Olaszország                   | Spanyolország                          | 1–0                                    | Világbajnokság                         |
| 2                                      | 24                                     | 1934. november 14.                     | London, Anglia                         | Anglia                                 | 2–3                                    | Barátságos mérkőzés                    |
| 1                                      | 25                                     | 1934. december 9.                      | Milánó, Olaszország                    | Magyarország                           | 4–2                                    | Barátságos mérkőzés                    |
| 2                                      | 27                                     | 1935. február 17.                      | Róma, Olaszország                      | Franciaország                          | 2–1                                    | Barátságos mérkőzés                    |
| 1                                      | 28                                     | 1936. május 31.                        | Budapest, Magyarország                 | Magyarország                           | 2–1                                    | Barátságos mérkőzés                    |
| 1                                      | 29                                     | 1936. október 25.                      | Milánó, Olaszország                    | Svájc                                  | 4–2                                    | Európa-kupa                            |
| 1                                      | 30                                     | 1937. május 27.                        | Oslo, Norvégia                         | Norvégia                               | 3–1                                    | Barátságos mérkőzés                    |
| 1                                      | 31                                     | 1938. május 15.                        | Milánó, Olaszország                    | Belgium                                | 6–1                                    | Barátságos mérkőzés                    |
| 1                                      | 32                                     | 1938. május 22.                        | Genf, Svájc                            | Jugoszlávia                            | 4–0                                    | Barátságos mérkőzés                    |
| 1                                      | 33                                     | 1938. június 16.                       | Marseille, Franciaország               | Brazília                               | 2–1                                    | Világbajnokság                         |